# Ikpeng
L'ikpeng és la llengua dels ikpengs (també coneguts com txikāo) que viu al Parc indígena del Xingu al Mato Grosso, Brasil. Hi ha aproximadament 500 parlants (Rodgers, 2013). L'ikpeng és un idioma amb alta transmissió, és a dir, es transmet de pares a fills a un ritme elevat, amb tots els membres que parlen l'idioma (Moore, 2006). La majoria dels membres també són bilingües parlants de portuguès (Pacheco, 2005). La llengua ikpeng forma part de la família lingüística carib (karib) (Moore, 2006).

## Història

### Història inicial
Es sabia que els ikpeng habitaven la mateixa terra que els pobles txipaya, a prop del riu Iriri, i tenien una forta aliança amb aquest grup en temps de guerra. Una història oral traça el territori ancestral ikpeng fins al riu Jari (Rodgers, 2013). El 1850 es sabia que l'ikpeng habitava una zona de rius convergents, que es creia que era la conca del riu Teles Pires-Juruena (Menget & Troncarelli, 2003). Abans de 1900, els ikpeng estaven en guerra amb diverses polítiques i fins i tot es van trobar amb colons d'origen europeu (2003). La guerra i la colonització de la conca de Teles Pires-Juruena van empènyer els ikpeng a través de la formació de la muntanya Formosa i a la conca superior de Xingu (2003).

### Contacte i reubicació
El 19 d'octubre de 1964, Orlando i Cláudio Villas-Boas es van trobar amb pobles ikpeng mentre sobrevolaven el riu Ronuro a Mato Grosso (Pacheco, 2005). Vivien a prop dels rius Jabotá i Ronuro i, quan es van trobar desnutrits i exposats a malalties, van acceptar recursos i posteriorment es van traslladar al parc nacional Xingu el 1967 (Menget i Troncarelli, 2003). Els ikpeng es van dispersar durant poc temps, amb diferents grups familiars que vivien a diferents parts del parc, però es van reagrupar més tard a principis dels anys setanta prop del Lloc Indígena Leonardo Villas-Boas (2003). Als anys vuitanta, s'havien traslladat a la regió mitjana de Xingu i actualment administraven el lloc indígena Pavuru, així com el lloc de vigilància Ronuro, que és a prop de la seva terra tradicional al riu Jabotá (2003). Des d’aquesta publicació, ajuden a defensar el parc Xingu contra els pescadors i maderers il·legals (Campetela, 1997). L'Ikpeng va fer una expedició el 2002 al riu Jabotá per recollir plantes medicinals i petxines. Actualment busquen recuperar aquest territori (Menget i Troncarelli, 2003).

### Escoles
Als anys noranta, els ikpeng van començar a elaborar un sistema educatiu dins de la seva comunitat (Campetela, 1997). El 1994, els professors d'ikpeng van desenvolupar una forma d'escriptura amb l'ajut de lingüistes (Menget i Troncarelli, 2003). Això es va fer a través del programa de formació del professorat de l'Institut Socioambiental, que ha permès als nens ikpeng aprendre la seva pròpia llengua junt al portuguès a l'Escola Ikpeng (2003). Aquesta escola té el paper central en el projecte i és responsable de la creació de material i la distribució d’aquest material per a les comunitats Ikpeng dins del parc Xingu (2003).

## Classificació
La família de les llengües Carib també coneguda com a Karib o Cariban, és una família amb llengües parlades a Colòmbia, Veneçuela, la regió del Mato Grosso del Brasil i les tres Guaianes (Britannica, 2007). La família lingüística del Carib comprèn aproximadament 50 idiomes i es separa més comunament en grups lingüístics regionals, com ara el centre, l'est, el nord, etc. (Biblioteca digital Curt Nimuendajú). Les llengües caribes van ser trobades per primera vegada als segles XVII i XVIII pels europeus, però, la plena espacialitat de la família lingüística no es va descobrir fins al segle xix quan Karl von den Steinen va documentar l'existència de les llengües carib al Brasil central (Meira i Franchetto, 2005, pàg. 129). Tot i que són grans, amb una població de més de vint-i-dos mil parlants, les llengües carib han experimentat canvis dràstics en la seva geografia i prevalença a la regió (Britannica, 2007). Es van trobar llengües carib en contacte precolonial a totes les Grans Antilles, no obstant això, gran part de la població indígena va ser esborrada i la resta de poblacions no parlen les seves llengües indígenes (Britannica, 2007).

## Literatura
El primer registre de documentació de l'ikpeng va ser dirigit per Eduardo Galvano el 1964, quan va crear una llista de paraules de 12 paraules Ikpeng. Recentment, Frantome Pachecho i Cilene Campetela han analitzat la llengua ikpeng de forma més àmplia a diversos acadèmics. A partir de 1997, Pacheco va escriure Aspectos da gramática Ikpeng, que explorava la morfologia, la ortografia, l'estructura gramatical, la prosòdia, aspectes prosòdics, entre d'altres temes. Més endavant en l'exploració de l'ikpeng, Pacheco va escriure Morfossintaxe do verbo Ikpeng el 2001, un article acadèmic centrat únicament en la morfologia i la sintaxi de l'ikpeng. El 2005 va escriure O Ikpeng em contato com o português: empréstimo lexical e adaptação lingüística un article sobre la influència del portuguès en l'ikpeng i el seu impacte en les pràctiques culturals. Més recentment, el 2007, va escriure Morfofonologia dos prefixos pessoais em Ikpeng, que se centra en la fonologia i la morfologia. Cilene Campetela simultàniament amb Pacheco ha publicat articles sobre l'ikpeng des de 1997. El 1997 va publicar Análise do sistema de marcação de caso nas orações independentes da língua Ikpeng, que es va centrar en la fonologia i la morfologia. Aspectos prosódicos da língua Ikpeng de Campetela es va publicar el 2002 i va analitzar exclusivament els aspectes prosòdics d'Ikpeng.
Juntament amb Pacheco i Capetela, hi ha hagut diversos estudis fets per altres investigadors. El projecte ProDocLin del 2008, que documenta la llengua ikpeng en diferents contextos socials mitjançant audiovisuals acompanyada amb una base de dades de lèxic, va ser dirigit per la doctora Angela Fabiola Alves Chagas amb l’assistència d'Ingrid Lemos i Maria Luisa Freitas. Més investigacions sobre la llengu ikpeng inclouen una anàlisi de la Fonologia Ikpeng per Eduardo Alves Vasconcelos, la peça de 2015 de Maria Luisa Freitas sobre la pedagogia gramàtica i els canvis lingüístics de Wellington Quintino.

## Projectes de documentació
El departament de documentació del Museu do Índio, el Projecte de Documentació de Llengües Indígenes, ha executat el projecte de documentació sobre l'ikpeng. Va ser dirigit per Angela Chegas, amb l'ajut de les investigadores associades Ingrid Lemos i Maria Luisa Freitas, amb la consulta d'ikpeng. El projecte tenia com a objectiu documentar aspectes culturals i lingüístics del poble Ikpeng. Això es va aconseguir mitjançant enregistraments audiovisuals de converses, cançons, històries i discursos ceremonials. Les àmplies dades lèxiques i transcripcions s'emmagatzemen en un banc de dades digitalitzat perquè els investigadors puguin accedir-hi.

## Fonologia

### Consonants
|           | Bilabial | Alveolar | Palatal | Velar |
| --------- | -------- | -------- | ------- | ----- |
| Nasal     | m        | n        |         | ŋ     |
| Oclusiva  | p        | t        |         | k g   |
| Africada  |          | tʃ       |         |       |
| Lateral   |          | l        |         |       |
| Bategant  |          | r (=ɾ)   |         |       |
| Semivocal | w (=β)   |          | y (=j)  |       |

### Vocals
|         | Frontal | Central | Posterior |
| ------- | ------- | ------- | --------- |
| Alta    | i       | ɨ       | u         |
| Mitjana | e       |         | o         |
| Baixa   |         | a       |           |

## Morfologia
Les paraules en la llengua ikpeng, com en moltes altres llengües, depenen de diversos morfemes en forma de prefixos, afixos i sufixos per detallar la funció de paraules específiques. Els investigadors d'Ikpeng, especialment Frantome Pacheco, han prestat especial atenció a la morfologia del verb ikpeng, en què s'utilitzen morfemes per donar matisos a les paraules de la llengua; determinen el subjecte o objecte que es conjuga en el verb, temps, nombre (plural i singular), inclusivitat, causalitat, interrogació, negació i altres característiques més específiques (Pacheco, 2001). Les classes de paraules presents a Ikpeng són verbs, substantius, adjectius, pronoms, preposicions i partícules, i cadascuna té una varietat de morfemes específics de la seva classe de paraules (Pacheco, 1997).